# Miss Sunshine
Singles par R.I.O.
Like I Love You
(2010) One More Night
(2011)
Pistes de Turn This Club Around
Turn this Club Around Like I Love You
Animal est une chanson du projet allemand R.I.O. sorti en 2010, extrait de l'album Turn This Club Around sorti en 2011.

## Liste des pistes
Téléchargement digital
1. "Miss Sunshine" (Radio Edit) – 3:22
2. "Miss Sunshine" (Video Edit) – 3:18
3. "Miss Sunshine" (Extended mix) – 5:22
4. "Miss Sunshine" (Club mix) – 5:44
5. "Miss Sunshine" (LaSelva Radio Edit) – 3:57
6. "Miss Sunshine" (Giorno Radio Edit) – 3:27
7. "Miss Sunshine" (Giorno Remix) – 4:42

## Crédits et personnel
- Chanteur – R.I.O.
- Réalisateur artistiques – Yann Peifer, Manuel Reuter
- parole – Yann Peifer, Manuel Reuter, Andres Ballinas, Brad Grobler, Rob Janssen
- Label: Zoo Digital

## Classement par pays
| Classement (2011)            | Meilleure position |
| ---------------------------- | ------------------ |
| Autriche (Ö3 Austria Top 40) | 44                 |
| Allemagne (Media Control AG) | 50                 |
| Pays-Bas (Single Top 100)    | 54                 |
| Suisse (Schweizer Hitparade) | 43                 |

## Historique de sortie
| Pays      | Date         | Format                 | Label       |
| --------- | ------------ | ---------------------- | ----------- |
| Allemagne | 13 mars 2011 | Téléchargement digital | Zoo Digital |